# Luis Recasens
Luis Pedro Alejandro Recaséns Siches (Ciudad de Guatemala, 19 de junio de 1903-Ciudad de México, 4 de julio de 1977) fue un abogado, jurista y filósofo del derecho hispano-guatemalteco.
Como otros pensadores de su generación, partió del neokantismo, de cuyas figuras señeras (Giorgio Del Vecchio en Roma, Rudolf Stammler en Berlín, Hans Kelsen en Viena) fue discípulo, como también de sus críticos: Rudolf Smend, H. Heller, así como de los fenomenólogos Fritz Schreier y Félix Kaufmann. En Madrid, Ortega y Gasset alimentó con su «razón vital» la superación del neokantismo. Con este bagaje, Recasens intentó ir más allá del formalismo, mediante la fenomenología de los valores de Max Scheler y Nicolai Hartmann. Todo ello abordado desde el punto de vista de su formación filosófica, reflejado en su tesis doctoral La filosofía del Derecho de Francisco Suárez (editada en Barcelona en 1927 y en México en 1947).

## Biografía
Luis Recaséns nació en la ciudad de Guatemala el 19 de junio de 1903, hijo de Pedro Recaséns Girol y Concepción Siches Gils, ambos originarios de España. Cuando tenía dos años fue llevado a España, donde de 1908 a 1912 asistió a la Escuela Primaria de Barcelona. Luego estudió en el Instituto General y Técnico de Barcelona, donde se licenció en julio de 1918, y en la Universidad de Barcelona, que en 1924 le otorgó la licenciatura en Derecho y la licenciatura en Filosofía y Letras. En 1924-25 estudió doctorado en la Facultad de Derecho de la Universidad Central de Madrid, y escribió una disertación sobre la influencia del pensamiento católico en la filosofía jurídica, con especial referencia a la obra de Francisco Suárez. De junio a agosto de 1925, becado por el gobierno español, estudió filosofía del derecho en la Universidad de Roma La Sapienza bajo la dirección del profesor Giorgio del Vecchio. De noviembre de 1925 a noviembre de 1926, también con una beca del gobierno español, estudió filosofía del derecho y materias afines en la Universidad de Berlín con Rudolf Stammler, Rudolf Smend, Heinrich Maier y Romano Guardini. Desde noviembre de 1926 hasta abril de 1927 continuó sus estudios de derecho, filosofía y sociología, financiados con una beca, en la Universidad de Viena, bajo la dirección de los profesores Hans Kelsen, Fritz Schreier, Felix Kaufmann y R. Reininger.
Diputado en las Cortes constituyentes de la Segunda República Española fue, asimismo, subsecretario de Industria y director general de Administración Local. Al iniciarse la guerra civil española se exilió en la Ciudad de México.
Ingresó a La Casa de España en México desde su fundación en 1938, después El Colegio de México, en que colaboró hasta diciembre de 1945 al obtener su nombramiento como profesor de carrera en la Escuela de Jurisprudencia de la Universidad Nacional Autónoma de México (UNAM). Por cuenta de El Colegio de México, impartió en la UNAM el curso de Filosofía del derecho (1940-1944) en la Escuela de Jurisprudencia y de Filosofía (1940-1946) y de sociología (1943-1946) en la Facultad de Filosofía y Letras. Además, impartió varias conferencias en la Universidad Nacional de Guatemala (1941, 1943), la Universidad Nacional de El Salvador (1943), la Universidad Central de Tegucigalpa (1943), el Instituto de Ciencias y Artes de Oaxaca (1944), la Universidad Veracruzana (1944) y la Universidad de La Habana (1945), entre otras.  De esta época, y depurando anteriores directrices, son: Vida humana, sociedad y derecho, (México 1939, 3 ed. 1952); Tratado general de sociología, (México 1956, 6 ed. 1964). A partir del Tratado general de filosofía del Derecho (México 1959, 3 ed. 1965), se perfila su axiología jurídica.
Para Recasens el Derecho positivo, como regulación de la conducta humana, elige entre varias posibilidades de la misma, conforme a criterios de valor que no pueden obtenerse de la experiencia. Toda axiología supone unos fundamentos a priori, sin excluir la presencia en el Derecho de elementos empíricos. En esta vía media entre lo formal y lo empírico se sitúa su lógica de lo razonable, como mediación entre teoría (los principios del ordenamiento jurídico) y praxis: su aplicación a la vida humana. El logos de lo razonable contiene y supera la razón histórica de Wilhelm Dilthey, la vital de Ortega y Gasset, la razón de la experiencia práctica de John Dewey. Tal lógica es desarrollada en Nueva filosofía de la interpretación del Derecho (México, 1956), y empalma con la moderna tópica jurídica. Sobre esta publicó una Introducción filosófica al Derecho (México, 1970). Desde esta postura comprensiva y englobante, dialoga con las corrientes modernas de la filosofía jurídica (Panorama del pensamiento jurídico en el siglo XX, México, 1963), reclamando un retorno a la praxis, punto de partida del Derecho natural clásico.
"Se le considera como uno de los tres sociólogos españoles exiliados más importantes y forma parte —junto con José Medina y Francisco Ayala—, del grupo de los denominados “sociólogos sin sociedad”."